# Синявин, Алексей Семёнович
Алексей Семёнович Синявин (1879–1957) — первый директор ярославской фабрики  ОАО «Комбинат «Красный Перекоп» (1921—1926).

## Биография
Родился в селе Подолец, расположенном  в Юрьев-Польском уезде Владимирской губернии, в семье крестьян. Образование получил в приходской школе. С 1896 года работал на Ярославской Большой мануфактуре (ЯБМ). ЯБМ в Ярославская область. Активно участвовал в революционном движении и с марта 1917 года стал членом большевистской партии. В 1918 году возглавил комитет рабочего контроля на ЯБМ и входил в делегацию, которая в Москве занималась вопросом национализации фабрики.
С декабря 1918 года занимал пост  товарища председателя правления ЯБМ, Ярославле на комбинате «Красный Перекоп» отвечая за наблюдения производственными процессами, а с 1921-1926 год был директором фабрики, которая в 1922 году была переименована в комбинате «Красный Перекоп».
Синявин, опираясь на инженерно-технический и административный персонал, смог сохранить опытных специалистов, работавших на фабрике до 1917 года, что способствовало стабилизации работы предприятия в первые послереволюционные годы. Под его руководством проводились эксперименты по улучшению процесса котонизации льна, что позволяло комбинировать его с хлопком и решать проблему с сырьем. Большая часть продукции шла на нужды Красной армии, а в 1923 году фабрика была награждена дипломом Всесоюзной выставки за высокое качество своих изделий.
В 1921 году на базе фабрике был открыт вечерний рабочий факультет, а в 1924 году по проекту архитекторов Саренко и Прилепского было построено новое школьное задание.
В 1926 году Синявин был назначен директором Костромского объединения льняных фабрик Большая костромская льняная мануфактура и до 1940 года занимал руководящие должности на различных  текстильных предприятиях. Из-за состояния здоровья он оставил свою работу. Синявин также являлся членом президиума Высшего совета народного хозяйства и Всесоюзного текстильного синдиката, принимал участие в губернских, областных и всесоюзных конференциях и съездах текстильщиков.

## Награды
Орден Трудового Красного Знамени (1956).